# Florești (Sibiu)
Florești (früher Felsa oder Felța, deutsch Felsendorf, ungarisch Földszin) ist ein Dorf im Kreis Sibiu (Rumänien). Es gehört zur Gemeinde Laslea (Großlasseln).

## Lage
Florești befindet sich abgelegen in einem südlichen Seitental der Târnava Mare (Große Kokel). Die nächstgelegene Stadt ist Sighișoara (etwa 12 km nordöstlich).

## Geschichte
Florești wurde im Jahr 1305 erstmals urkundlich erwähnt.
Der Ortsname soll sich entweder vom Vornamen „Valentin“ oder von der Ortschaft  Filsdorf (heute Filstroff, Lothringen/Frankreich) herleiten.
Felsendorf gehörte damals zum Königreich Ungarn und zum Besitz der ungarischen Adelsfamilien Bethlen und Apafi. Über mehrere Jahrhunderte war die Mehrzahl der Bewohner Siebenbürger Sachsen, die den Ort Filsdorf oder Felsendorf nannten. Anders als viele andere Dörfer in der Umgebung lag Felsendorf nicht auf Königsboden, sondern war Adelsbesitz und seine Bewohner somit Hörige.
Nachdem Felsendorf bis zum Ende des Ersten Weltkrieges zum Königreich Ungarn, zum Fürstentum Siebenbürgen bzw. zu Österreich-Ungarn gehört hatte, ist es seitdem ein Teil des Staates Rumänien.

## Bevölkerung
Im Jahr 1786 wurden 224 Einwohner gezählt. Seit dem 19. Jahrhundert lebten – neben einigen wenigen Ungarn und Zigeunern – Siebenbürger Sachsen und Rumänen  etwa in gleicher Zahl im Dorf. 1941 wurde mit 381 die größte Einwohnerzahl registriert; davon waren etwas mehr als 50 % Deutsche. Ab dem Ende des Zweiten Weltkrieges waren die meisten Bewohner Rumänen. Nach der Revolution von 1989 wanderten die meisten Deutschen aus. Dadurch ging die Einwohnerzahl von Florești deutlich zurück.
2002 lebten in Florești noch 127 Menschen; davon bezeichneten sich 75 als Rumänen, 45 als Zigeuner, zwei als Deutsche und fünf als Ungarn. Im Jahr 1995 war kein einziges Mitglied der (deutschen) Evangelisch-Lutherischen Kirche in Rumänien mehr registriert.

## Verkehr
Florești liegt an einem unbefestigten Fahrweg, der von Laslea südwärts führt. Öffentliche Verkehrsmittel berühren den Ort nicht. 
Der nächste Bahnhof liegt etwa acht Kilometer nördlich von Florești an der Bahnstrecke Teiuș–Brașov (Haltestelle Luna).

## Sehenswürdigkeiten
Im Dorf befindet sich eine 1424 auf Veranlassung der Familie Bethlen errichtete Kirche, die nach der Reformation in Siebenbürgen zur evangelischen Kirche wurde. Seit dem Wegzug der deutschen Bewohner stand die Kirche leer und befand sich in einem desaströsen Zustand. Von der Evangelisch-Lutherischen Kirche in Rumänien wurde sie der britischen Stiftung „Mihai Eminescu Trust“ übergeben, um bei gegebenen finanziellen Möglichkeiten das Gebäude zu erhalten. Der ursprüngliche Altar von 1550 und der neogotische Altar von 1899 wurden in das Museum von Sighișoara gebracht.
Auf Veranlassung des Mihai Eminescu Trusts und mit finanziellen Mitteln der niederländischen Stiftung „Horizon“ wurde die Kirche restauriert und im Oktober 2008 erneut geweiht.